# بوب كاربنتر (معلق رياضي)
بوب كاربنتر (بالإنجليزية: Bob Carpenter)‏ هو معلق رياضي أمريكي، ولد في 1953 في سانت لويس في الولايات المتحدة.